# 前田憲司
前田 憲司（まえだ けんじ、1959年 - ）は、芸能史研究家、企画・編集者。皇學館大学非常勤講師。三重大学非常勤講師。上方演芸資料のコレクター。立命館大学卒業。三重県生まれ。

## 経歴
上方を中心とした寄席芸能の歴史に興味を持ち、落語放送の録音を手始めに、古書・レコード・紙物（摺物・チラシ・パンフレット、出番表、落語番付はど）写真などの演芸資料の収集を、1970年頃から始める。。中学2年の時に桂米朝師に教えを乞うたことをきっかけに、以後、寄席芸能史の調査研究などに携わる。。上方落語に関する個人資料コレクションは1万点を優に超え、屈指の量と質をほこり、六代目笑福亭松鶴、五代目桂文枝、三代目桂春團治、二代目露の五郎兵衛、桂吉朝などの遺品資料整理などにも関係している。
また、落語を通じて日本の伝統芸能や民俗芸能にも興味を持つようになり、ことに出身地である三重県の民俗・芸能などの調査研究に携わる。
1995年から、伊勢神宮内宮前の地域再生を目指した民間施設・おかげ横丁に勤務。催事・文化事業の責任者として、日本文化をテーマにした催しの企画運営や、地域一帯となったまちづくりに携わり、多くの行事などを創生・定着させ、ソフト面から“江戸の昔の賑わい”を再生。2000年、フリーとなり現職。芸能関係はもとより、地域文化誌の企画編集や、地域資源を活かした文化事業等に多く関わっている。特に「伊勢志摩地域」・「世界遺産『熊野古道』」・「三重の祭り」とのかかわりが深い。
2003年には三重県の事業である「熊野古道アクションプログラム」の作成、2006年には「三重県立熊野古道センター管理運営計画」の策定に手腕を発揮。他にも鳥羽市の離島振興策、伊勢市総合文化誌事業、東紀州地域振興創造会議、多気町まちづくり仕掛人塾などにも参画。
2007年には、「池田市立上方落語資料展示館（通称：落語みゅーじあむ）」の開設にあたっての総合監修、「大・上方落語展（朝日広告社（東急百貨店渋谷本店・札幌店にて開催））」の展示企画を手がけた。
2008年度から文化庁芸術祭審査委員。三重県史執筆委員。
2010年度から皇學館大学文学部非常勤講師（芸能論）、四日市大学総合政策学部非常勤講師（比較文化論）。「四日市市民文化奨励賞」受賞。
2011年には桂三枝の「六代 桂文枝襲名プロジェクト」のアドバイザーに就任。以後、七代目月亭文都、三代目桂文之助、三代目林家菊丸、三代目桂花團治、七代目笑福亭松喬、四代目桂春團治、四代目桂小文枝、らの襲名に関わる。
2011年度から大阪府立上方演芸資料館運営懇話会委員。吉本興業社史編纂員。
2014年度から三重県立図書館協議会委員。
2016年度から三重大学教養教育機構非常勤講師（日本学）。

## 著書・著述

### 単著
- 「桂文我」（喜廻舎）
- 「四日市祭」（四日市市の祭りを学ぼう会）

### 共著・著述
- 「吉本興業百五年史」（ ワニブックス ISBN 978-4847096204）
- 「桂春団治はなしの世界」（豊田善敬 東方出版 ISBN 4885914809）
- 「三代目桂春團治」（後藤清 弘文出版 ISBN 4875202024）
- 「落語ワンダーランド①～⑥」（喜廻舎）
- 「日本芸能人名事典」（三省堂 ISBN 4385154473）
- 「笑福亭仁鶴」（ヨシモトブックス　ISBN 978-4-8470-1797-1 C0076）
- 「上方演芸大全」（創元社　ISBN 978-4-422-70072-4）
- 「よしもと落語の世界」（ヨシモトブックス　ISBN 978-4-8470-1908-1(4-8470-1908-3)）
- 「上方落語案内」（小学館　ISBN 978-4-09-480385-3）
- 「師匠、五代目文枝へ」（桂三枝 ヨシモトブックス　ISBN 978-4847090578）
- 「巨匠たちの風景　みえシネマ事情」（伊勢文化舎 ISBN 490075918X）
- 「SPレコードを残した上方の噺家たち」（芸能懇話）
- 「上方落語の歴史うんちく」（上方落語協会情報誌「んなあほな」）
- 「伊勢のお木曳」（伊勢文化舎 ISBN 4900759325）
- 「郷愁の四日市祭」（四日市市立博物館）
- 「検定　お伊勢さん」（伊勢商工会議所　ISBN 4900759317）
- 「宇治橋ものがたり」（伊勢文化舎 ISBN 978-4-900759-39-8）
- 「四日市市の今昔」（北野保「樹林舎」　ISBN 978-4908436093）

### メディア解説・監修
- 「ビクター落語　上方篇」（ビクターエンタテインメント）
  - 六代目笑福亭松鶴　①～⑦
  - 三代目林家染丸　①～④
  - 五代目桂文枝　①～⑪
  - 三代目桂春団治　①～⑤
  - 初代森乃福郎　①～③
  - 三代目桂文我　①～⑤
  - 四代目桂文紅　①～②
  - 二代目桂春蝶　①～③
  - 二代目露の五郎　①～③
  - 初代橘ノ圓都　①～⑧
  - 七代目笑福亭松鶴　①～③
  - 四代目桂文団治　①～③
- 「六代目笑福亭松鶴上方はなし」（ビクターエンタテインメント）
- 「六世松鶴極つき十三夜」（ビクターエンタテインメント）
- 「二代目桂春団治ライブ十番」（ビクターエンタテインメント）
- 「桂枝雀落語選集」（EMIミュージック・ジャパン）
- 「ＴＢＳ落語研究会　五代目桂文枝名演集」（TBS）
- 「古今東西噺家紳士録」（エーピーピーカンパニー）
- 「ご存じ・古今東西噺家紳士録」（エーピーピーカンパニー）
- 「おやこ寄席」①～⑩（エーピーピーカンパニー）
- 「落語笑笑散歩」④～⑥（上方編）（Sony Music Direct）
- 「昭和戦前面白落語全集（上方篇）」（日本音声保存）
- 「落語入門・落語名人十八番集」（ポニーキャニオン）
- 「松竹特選落語シリーズ」（松竹株式会社）
- 「池田落語漫歩」（いけだ市民文化振興財団）
- 「落語 昭和の名人 完結編」（小学館）
- 「なんばグランド花月 笑福亭仁鶴 独演会 」　（よしもとアール・アンド・シー）
- 「よしもと栄光の80年代漫才」（小学館）
- 「ＴＢＳ落語研究会　上方落語四天王」（TBS）

## 放送
- 「radio3 Weekend Cafe(土曜日11:00-11:25)」 （radio CUBE FM三重）